# Неповний робочий час
Неповний робочий час — вид робочого часу, який менший від нормованого (менший за 40 годин на тиждень) і встановлюється за особистою угодою між працівником і роботодавцем.
Підставами для застосування неповного робочого часу чи тижня можуть бути: вагітність жінки, наявність у жінки дитини віком до 14 років, дитини-інваліда; також скорочений робочий час мають жінки, які здійснюють догляд за хворим членом сім'ї відповідно до медичного висновку та інваліди.
Законом не передбачено конкретні терміни, скільки триває неповний робочий час. Отже, тривалість робочого дня та кількість днів, які працівник працює, встановлюється за особистою угодою. Неповний робочий час можна встановити або зменшенням тривалості щоденної роботи, або зменшенням кількості днів роботи, або і те, і те одночасно. Розмір заробітної плати в цьому випадку розраховується пропорційно відпрацьованому часу або залежно від виробітку.
Переведення працівника на неповний робочий день чи тиждень можливе або на певний термін, або безстроково. Це на основі заяви працівника фіксується в наказі про переведення. Також там чітко зазначається кількість днів чи годин, які працівник буде на робочому місці.
Робота на умовах неповного робочого часу не тягне за собою будь-яких обмежень трудових прав працівника. Він користується всіма тими самими правами, що й інші працівники, зокрема, має право на основну відпустку повної тривалості.
Оплата праці в цих випадках провадиться пропорціонально відпрацьованому часу або залежно від виробітку.
Робота на умовах неповного робочого часу не тягне за собою будь-яких обмежень обсягу трудових прав працівників.